# Roqia Abubakr
Roqia Abubakr foi uma política do Afeganistão, que ao lado de Khadija Ahrari, Masuma Esmati Wardak e Anahita Ratebzad, tornou-se a primeira mulher eleita para o Parlamento de seu país em 1965, seguindo a Constituição de 1964, que garantiu à mulher afegã o direito ao voto.